# São José dos Basílios
São José dos Basílios est une municipalité brésilienne située dans l'État du Maranhão.